# Mercury-P
Mercury-P est un projet de mission d'exploration spatiale de la planète Mercure étudié par l'Institut de recherche spatiale de l'Académie des sciences de Russie depuis 2008. Le projet comprend un orbiteur et un petit robot destiné à circuler à la surface. Après avoir envisagé un lancement vers 2024, le projet a été repoussé et ne figure plus en 2016 parmi les missions projetées par la Russie.

## Caractéristiques techniques
La sonde spatiale Mercury-P reprenait la conception de Phobos-Grunt. D'une masse de 8 120 kg au lancement, elle devait comprendre un orbiteur emportant 50 kg d'instrumentation et un atterrisseur de 710 kg destiné à poser sur le sol de Mercure un robot de 40 kg. La propulsion aurait été assurée par le module de propulsion ionique Dvina en cours de développement. La sonde spatiale aurait été lancée par une fusée Soyouz-2 et aurait utilisé l'assistance gravitationnelle de Vénus pour se placer en orbite autour de Mercure.  